# Жикшино
Жикшино — деревня в Вареговском сельском поселении Большесельского района Ярославской области.

## Население
По данным статистического сборника «Сельские населенные пункты Ярославской области на 1 января 2007 года», в деревне Жикшино проживает 1 человек. По топокарте 1975 года в деревне проживало 18 человек.

## География
Деревня находится на северо-востоке района. Она находится  на расстоянии около 1 км к северу от крупного села, центра сельского поселения Варегово. Деревня стоит на небольшом, окружённом лесами, поле. К западу от Жикшино на расстоянии около 1 км стоит деревня Митино. К юго-западу от Жикшино, на северной окраине Варегово стоит деревня Елизарово. На расстоянии около 500 м к юго-востоку от Жикшино проходит железнодорожная ветка промышленного назначения, ведущая от торфоразработок в Варегово к станции Ваулово железной дороги Ярославль—Рыбинск, которая расположена в 3 км к северо-востоку.

## История
Деревня Жикшина указана на плане Генерального межевания Борисоглебского уезда 1792 года. В 1825 году Борисоглебский уезд был объединён с Романовским уездом. По сведениям 1859 года деревня относилась к Романово-Борисоглебскому уезду.